# 1871 v športu
1871 v športu.

## Bejzbol
- Marca deset klubov iz zveze NABBP ustanovi National Association of Professional Base Ball Players, prvo profesionalno športno zvezo. Trintrideset klubov je ustanovilo konkurenčno amatersko zvezo NAABBP
- V konkurenci devetih klubov osvoji naslov Philadelphia Athletics

## Rugby
- Rugby Football Union ustanovljen v Angliji
- Škotska premaga Anglijo z 4-1 v prvi reprezentančni ragbi tekmi

## Nogomet
- Na zasedanju v Londonu britanska nogometna zveza za leto 1872 razpiše prvi FA Cup, na katerega se prijavi petnajst klubov

## Veslanje
- Regata Oxford-Cambridge - zmagovalec Cambridge

## Jadranje
- New York Yacht Club obrani America's Cup, Columbia premaga jadrnico Livonia iz Royal Harwich Yacht Cluba

## Rojstva
- 16. februar — Richard Gunn, angleški boksar
- 11. april — Gyula Kellner, madžarski atlet
- 30. maj — Nándor Dáni, madžarski atlet
- 19. junij —
  - Fritz Hoffmann, nemški atlet
  - Alojz Sokol, slovaški atlet
- 30. oktober — Buck Freeman, ameriški igralec bejzbola